# Algernon Swinburne
Algernon Charles Swinburne (født 5. april 1837, død 10. april 1909) var en engelsk digter og kritiker.
Swinburne tilhørte en gammel northumberlandsk familie, sandsynligvis af skandinavisk Oprindelse. Han tilbragte sin Barndom dels paa Kysten af Northumberland og dels paa the Isle of Wight, og begges Natur, Nordens mægtige elementære Vælde af Hav og Storme og Syden i dens mere yppige solmættede Glans gjorde et Indtryk paa ham, der føles stærkt i hans Digtning. Efter Skolegang i Eton kom han 1857 til Oxford, som han efter 3 Aars Forløb forlod uden at tage nogen Eksamen.
I Oxford mødte han gennem Morris og Burne-Jones Rossetti, der paavirkede ham stærkt, uden at han dog helt blev Prærafaelismens Mand, dertil var hans Kærlighed til den klassiske,
særlig den græske Litteratur og Aand for stærk. Gennem Moderen, der var opdraget i Firenze, havde han faaet en dyb Kærlighed til Italien.
Aaret efter
at han havde forladt Oxford, udgav han i et Bd
de to Dramaer: The Queen Mother og
Rosamund, som trods deres for en Begynder
mesterlige Behandling af blanc vers'et forblev
ganske upaaagtede, men med Udgivelse af
Atalanta in Calydon (1865), Poems and Ballads
(1866) opnaaede han en Berømmelse, der
næppe var naaet, siden Byron udgav Child
Harold. Atalanta, græsk i sin Form, men romantisk
i sit Indhold, viste ved den svulmende Lyrik
i Korsangene, at England var blevet en
Formens Mester rigere, og af mange regnes dette
stadig for at være hans betydeligste Værk.
Poems and Ballads gjorde endnu større Opsigt,
ikke mindst gennem den Forargelse, det
vakte ved sin voldsomme, næsten lidt perverse,
Sanselighed. Poems and Ballads er det mest
prærafaelitisk prægede af S.s Værker, men ved
Siden heraf mærkes tydeligt Indflydelse fra
Baudelaire, hvem han hyldede i Ave atque Vale
(Poems and Ballads' second series). Samlingen
indeholder en Del af hans skønneste Lyrik, som:
Garden of Proserpina, Hymen to Proserpina,
Dolores, Itylus, A leave taking o. a. Medens de
fleste af Tidens Digtere røber Paavirkning fra
Keats, er S. Shelleys Arvtager som Frihedens
Sanger. Hans Oprørsaand og Republikanisme
havde allerede faaet Udtryk i Digtene A Song
in time of order og A Song in time of
revolution i Poems and Ballads. I A Song of Italy
(1867) besang han Italiens Frihedskamp og
Frihedsheltene Mazzini og Garibaldi, og i Songs
before Sunrise (1871), der er dediceret til Mazzini,
men viser stærk Paavirkning af Hugo, er disse
Stemninger udtrykt i storslaaet Rytmepragt.
Med disse Værker, der alle er skrevne før hans
35. Aar, havde S. naaet sit Højdepunkt; men
ogsaa de flg. Poems and Ballads second series
(1878) og Poems and Ballads third series (1889)
indeholder noget af den klangskønneste Lyrik,
der er skrevet paa Engelsk. Det fortællende Digt
Tristram of Lyonesse (1882) med Stof, taget fra
Arthur-Sagnene, udmærker sig ved en
mesterligt helt fornyende Behandling af the heroic
couplet.
Allerede som ganske ung havde S. fordybet
sig i det Elisabethanske romantiske Drama, og
skønt han ganske manglede dram. Evne,
forsøgte han atter og atter at kappes, om ikke
med Shakespeare selv, saa med de mindre
Stjerner. Hans betydeligste Arbejde paa dette
Felt er Trilogien om Mary Stuart: Chastelard
(1865), Bothwell (1874) og Mary Stuart (1881);
desuden Marino Faliero (1885), Locrine (1887)
og Rosamund Queen of the Lombards (1899).
Foruden som Digter udfoldede S. en
betydelig Virksomhed som Kritiker. I Tristram of
Lyonesse fandtes en Række smukke Sonetter
over Elisabethanske Forfattere, og største
Delen af hans kritiske Arbejder behandler
Personligheder fra denne Tid. George Chapman
(1875), A Study of Shakespeare (1880), fulgt
(1909) af The Age af Shakespeare; Ben Jonson
(1889). Desuden Essays and Studies (1875),
Studies in Prose and Poetry (1894), William Blake
a Critical Study (1868), A Note on Charlotte
Brontë (1877) og A Study of Victor Hugo (1886).
De vidner om hans omfattende Kundskab og
fintforstaaende Kærlighed til Emnet, men
mangler Maadehold og virker ved deres ordrige
panegyriske Behandling ofte trættende.
Som Lyriker ligger S.s Bet. først og
fremmest i det tekniske, hvor han har virket
revolutionerende ved at bryde Jambens Overmagt
i eng. Poesi. Paa sin Samtids Ungdom virkede
S.s Digtning i højeste Grad betagende, men
hurtigere end over for nogen anden betydelig
Digter er Begejstringen løbet træt; de stærkt
rungende, klangskønne Ord er for ofte blot Ord
og tilmed i for rigelig Mængde, saa det om en
betydelig Del af hans Digte gælder, at de
havde vundet ved en kraftig Beskæring, men i
hvad, der blev tilbage, vil man finde noget af
det skønneste i eng. Lyrik. Hans Drama
Erechteus er oversat til Dansk af E. Lembcke, og
enkelte af hans Digte af Ad. Hansen i
»Engelske Digte«. En samlet Udgave af hans Digte:
Poems, 6 Bd, udkom 1904 og af Tragedies i 3
Bd 1905—06. Et Udvalg af hans Digte:
Selections from the poetical Works of A. C. S. (ed.
by the Author) 1887.